# Irene Dushmani
Pour les articles homonymes, voir Dushmani.
Irene, princesse de Zadrima et Pult (en albanais : Jerina Dushmani) est une princesse albanaise du XVe siècle de la famille Dushmani (en) qui régnait sur la partie nord-ouest du pays. 

## Biographie
Le père d'Irene Dushmani est le prince Lekë Dushmani (en), seigneur de Zadrima et membre de la Ligue de Lezhë. Les princes albanais Lekë Dukagjini et Lekë Zaharia (en), entre autres querelles, se disputaient aussi la main d'Irene.
Les deux princes albanais susmentionnés, Lekë Dukagjini et Lekë Zaharia, étaient tous deux amoureux d'Irène. Pendant l'absence de Skanderbeg au mariage de Muzakë Topia et Mamica Kastrioti, les deux hommes échangent des regards et des insultes avant de se battre, ce qui aboutit finalement à un véritable affrontement entre les hommes des deux camps. Dukagjini est blessé par une lance et jusqu'à 105 personnes sont tuées au cours de l'affrontement ; cela conduit Lekë Dukagjini à assassiner Lekë Zaharia et Dukagjini gardera rancune contre Skanderbeg,,. Selon l'historien et prêtre catholique de Shkodra Marin Barleti, Irene préférait Lekë Zaharia et aurait pu lui être fiancée, mais cette décision n'a pas été acceptée à la légère par Lekë Dukagjini. Cependant, Irene n'était pas la seule raison de la querelle entre les deux princes albanais, car d'autres problèmes, comme la propriété du Dagnum, existaient également entre leurs familles respectives.